# Kafka, le dernier été
Pour plus de détails, voir Fiche technique et Distribution.
Kafka, le dernier été est un drame romantique germano-autrichien réalisé par Georg Maas et Judith Kaufmann et sorti en 2024,.

## Synopsis
Cet été 1923, Franz Kafka va mieux. L'air de la mer baltique lui fait du bien. C'est dans la station balnéaire où il séjourne qu'il rencontre Dora Diamant, une institutrice du foyer juif de Berlin. Il en tombe amoureux et est payé de retour. Franz décide de s'installer dans la capitale. ce qu'il fait malgré l'opposition de sa famille. Dora le rejoint dans son petit appartement le plus souvent possible, malgré la surveillance de la logeuse. Avec elle il goûte enfin un peu de bonheur conjugal, alors qu'il ne croyait plus la chose possible. Mais le rigoureux hiver berlinois réactive sa tuberculose et son état se détériore. Soutenu avec constance par Dora et par son ami Max Brod, il s'éteint au sanatorium de Kierling à l'âge de 40 ans le 3 juin 1924. Dora ne l'oubliera jamais et Max contribuera à sa gloire posthume.

## Fiche technique
Sauf indication contraire, les informations mentionnées dans cette section peuvent être confirmées par les bases de données cinématographiques IMDb et Allociné,  présentes dans la section « Liens externes ».
- Titre original : Die Herrlichkeit des Lebens
- Réalisation : Georg Maas et Judith Kaufmann
- 1ère assistante réalisatrice : Claudia Beewen
- Scénario : Georg Maas et Michael Gutmann, d'après l'œuvre de Michael Kumpfmüller
- Musique : Paul Eisenach et Jonas Hofer
- Décors : Katharina Wöppermann
- Costumes : Tanja Hausner
- Photographie : Judith Kaufmann
- Son : Fabien Matzen, Matteo Bohé
- Montage : Gisela Zick et Hansjörg Weißbrich
- Production : Helge Sasse, Solveig Fina et Thomas Pridnig
  - Coproduction : Tommy Pridnig et Clemens Wollein
- Sociétés de production : Tempest Film et Lotus Film
- Sociétés de distribution : Majestic Filmverleih (Allemagne),TrustNordisk (ventes internationales) et Condor Distribution (France)
- Pays de production :  Allemagne et  Autriche
- Langue originale : allemand
- Format : couleur, DCP, Dolby Digital 5.1
- Genre : Drame romantique
- Durée : 99 minutes
- Dates de sortie :
  - Allemagne : 14 mars 2024
  - Autriche : 7 juin 2024
  - France : 20 novembre 2024

## Distribution
- Sabin Tambrea : Franz Kafka
- Henriette Confurius : Dora Diamant
- Daniela Golpashin : Elli Hermann
- Mia Griesbaum : Gerti
- Lionel Hesse : Felix
- Manuel Rubey : Max Brod
- Luise Aschenbrenner : Tile
- Leo Altaras : Paul